# Sus-ackord

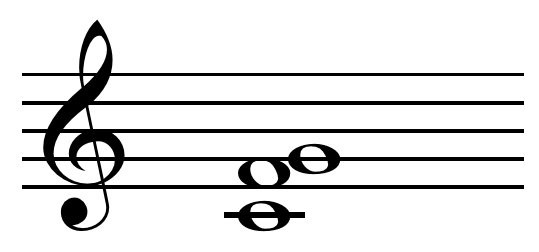
Csus4

Sus-ackord är ett ackord där tersen är utelämnad och ofta ersatt med en ren kvart (sus4) eller en stor sekund (sus2). Sus-ackord bildar varken dur eller moll. Den dissonans som bildas mellan antingen kvart och kvint eller sekund och grundton skapar en spänning som ibland upplöses i motsvarande dur- eller mollackord.
Termen sus kommer från engelska suspended ’kvarhängande’ och syftade ursprungligen i kontrapunkt på noter från ett tidigare ackord som hänger kvar in i ett nytt ackord för att senare upplösas i en konsonans. I modernt bruk syftar termen endast på ett individuellt ackords sammansättning oberoende av sammanhang, och behöver varken vara förberett eller lösas upp.

## Varianter

### Sus4
Det vanligaste sus-ackordet är när den tredje tonen i skalan, tersen, i ett dur- eller mollackord höjs till den fjärde tonen, kvarten. Detta betecknas ibland som bara sus, men mer korrekt som sus4. Ett sus4-ackord är alltså uppbyggt av grundton, kvart och kvint, till exempel Csus4: C–F–G.

### Sus2
Om tersen sänks till den andra tonen i skalan (stor sekund) betecknas detta som sus2. Ett sus2-ackord är alltså uppbyggt av grundton, sekund och kvint, till exempel Csus2: C–D–G.

## Egenskaper och användning
I somliga musikstilar kräver sus-ackord att dissonansen upplöses till motsvarande dur- eller mollackord. För Csus4 (C–F–G) betyder det att F–G upplöses till E–G (för C-dur) eller E♭–G (för C-moll). I andra stilar kan ackordet ha en mer självständig ställning. 
Sus4- och sus2-ackord har egenskapen att vara varandras omvändningar; till exempel är Fsus2 (F–G–C) första omvändningen av Csus4 (C–F–G), som i sin tur är andra omvändningen av Fsus2.